# Yasuhiro Yamashita
Yasuhiro Yamashita (jap. 山下 泰裕 Yamashita Yasuhiro; ur. 1 czerwca 1957 w Yabe) – japoński judoka, mistrz olimpijski z Los Angeles (1984), trzykrotny mistrz świata (1979, 1981, 1983) w kategorii +95 kg. Od 2019 roku prezes Japońskiego Komitetu Olimpijskiego i od 2020 roku członek Międzynarodowego Komitetu Olimpijskiego ds. otoczenia sportowców.
Ponadto Yamashita od 2015 roku pełni funkcję dyrektora wykonawczego Międzynarodowej Federacji Judo, natomiast od 2017 roku – prezesa Japońskiej Federacji Judo.
W 1984 roku otrzymał japońską Państwową Nagrodę Honorową.